# アン・ブーンチョイ
アン・サビサ・ブーンチョイ (タイ語: แอนน์ สาวิสา บุญช่วย; 英語：Anne Savisa Boonchuy)は、マット・ブラーリー原案のディズニー・テレビジョン・アニメーション製作のテレビアニメ『ふしぎの国 アンフィビア』の主人公。日本語版の声優は佐藤里緒、アメリカ版の声優はブレンダ・ソング。第1話「モンスター登場?」（原題："Anne or Beast?"）で初登場。タイ系アメリカ人の10代の人間の少女で、13歳の誕生日に、不思議なオルゴールによって、友人のサーシャとマーシーと一緒にアンフィビアという別世界に飛ばされる。

## 創造

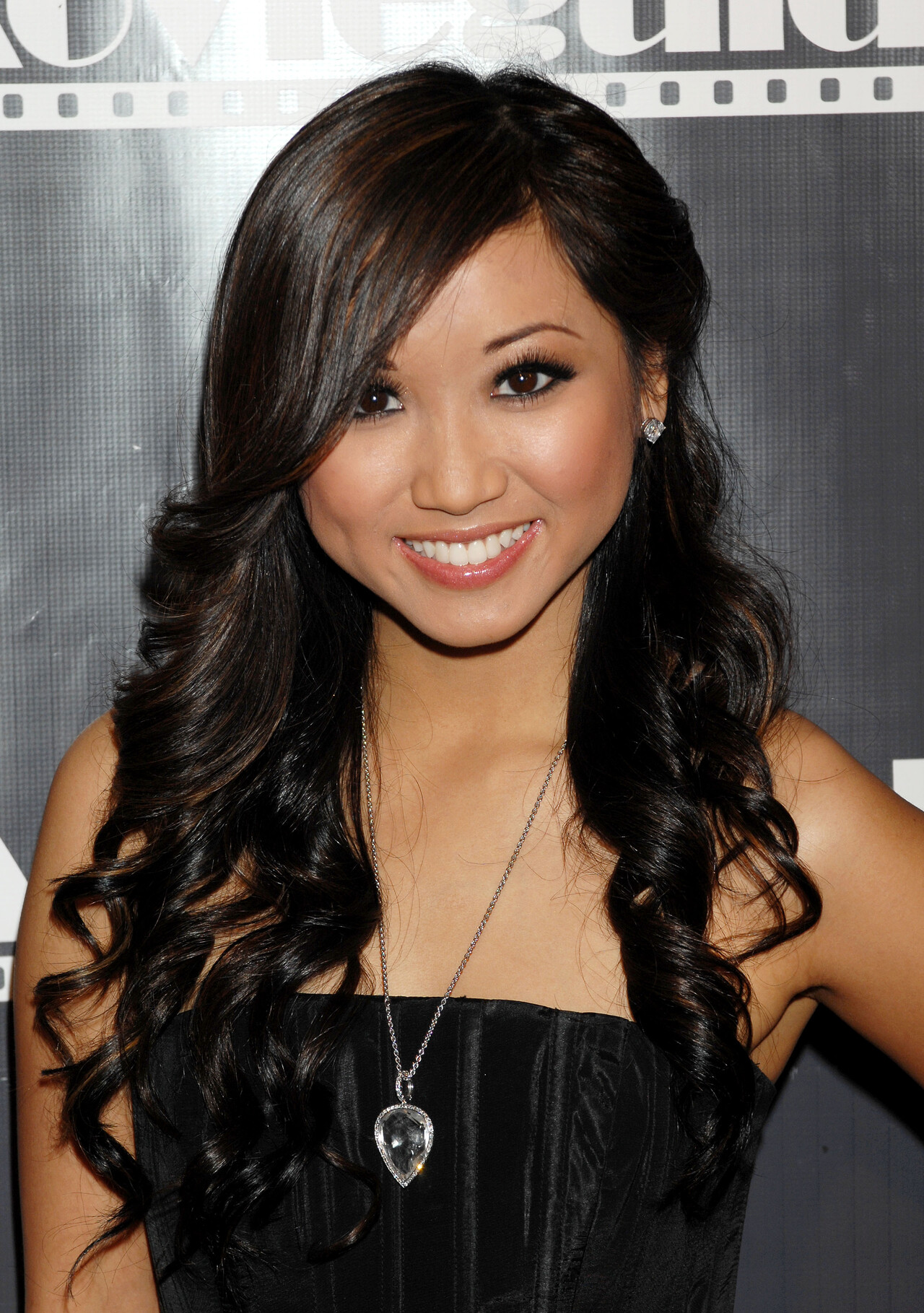
ブレンダ・ソングはシリーズでアンの声を演じた

マット・ブラーリーによると、テレビアニメ「怪奇ゾーン グラビティフォールズ」のキャラクターである「パシフィカ・ノースウェスト」（Pacifica Elise Northwest）に似た要素を持つキャラクターとしてアンを描くことを望んでいた。アンは、親友であるサーシャとマーシーと共に、高校生のような雰囲気を持たせたかったため、当初は15歳の設定だったが、視聴者層に合わせて13歳まで設定年齢を下げた。このため、3人は作品中で運転やアルバイトなど、高校生に近い行動を取る。マット・ブラーリーは、テレビアニメ「ペッパーアン」のファンであるため、アン のデザインがペッパーアンの影響を少しながら受けていることを明らかにしている。 
ジェイムス・ターナー（James Turner）による初期のコンセプトアートでは、明るい肌色、青い髪、カジュアルな服装でアンが描かれていた。パイロットであるアンフィビランド（AmphibiLand）では、両方の靴を履いており、片方の靴は壊れた靴として描かれていた。
2019年3月27日、ブレンダ・ソングがアンの声として出演することが明らかになった。マット・ブラーリーによると、収録中にいくつかのジョークをアドリブで披露していた。

## タイ系アメリカ人の設定
アンは、アメリカのテレビアニメで初めてタイ系アメリカ人という設定になったキャラクターである。同じくタイ系アメリカ人であるマット・ブラーリーは、テレビアニメにもっとタイ系のキャラクターを登場させたいと考え、彼女をタイ系アメリカ人にした。マット・ブラーリーによると、アンの設定は、彼の祖母の幼少期の影響を受けたものだった。彼は、アンがタイ系アメリカ人であることを「最優先事項」とし、タイ系アメリカ人の子供たちに自分たちがテレビに映るのを見てもらいたいと思っていた。地球を舞台にしたシーズン3では、ロサンゼルスにあるタイのお寺を舞台にしたエピソードなど、アンのタイの文化をさらに掘り下げている。マット・ブラーリーは、タイの文化を正確に表現することが重要であるとして、このエピソードにおけるお寺の表現を「かなり正確」であると述べている。
アンの名字である「ブーンチョイ」 (タイ語: บุญช่วย) は、タイ語で「善行を奨励または実行する人」に大まかに訳される。これは、アンが常にワートウッドの人々を助け、自分自身を高めようとする彼女の性格に合っている。アンのミドルネームである「サヴィサ」は、マット・ブラーリーのいとこであるサヴィサ・ブミラタナ（Savisa Bhumiratana）にちなんだものである。

## キャラクター

### デザイン
アンは背が高く細い女の子である。日焼けした肌と短く乱れた茶色の髪をしており、アンフィビアでも地球でも同様の髪型である。アンフィビアで長く生活いたことを示すために、アンフィビアでは葉と小枝が髪の毛に付いた状態となっている。地球に戻った後、彼女はすべての葉と小枝を取り除いたが、アンフィビアに戻るとすぐに新しい葉と小枝が髪の毛に付く。
アンは通常、紫色のスカートとアンダーシャツ、学校の紋章が付いた薄いブルーグレーのシャツからなる学校の制服を着ている。白い靴下を履いているが、黄色と白のスニーカーは片方の足だけ履いている。もう一方のスニーカーは、プランター一家に出会う前に無くしてしまうが、その後グライム隊長に発見されている。

### 人格
アンは、第1話Bパートでスプリグと共にホップポップの命令に逆らい湖に泳ぎに行くところから分かるように、恐れを知らず、自己中心的で、反抗的な性格だと説明されている。また、非常にエネルギッシュな性格で、トラブルに巻き込まれることも度々ある。アンは、民族的なルーツを受け入れながらも、少しうぬぼれた少女として始まった。アンは、ヤングアダルト向けの映画やテレビ番組が大好きである。ほとんどの 10 代の若者と同様に、アンはスマートフォンに夢中で、よく動画を見たりゲームをしたりしている。無鉄砲なところもあるが、的確なアドバイスをすることもある。例として、第11話Aパート「ブタムシ祭り」（原題："Grubhog Day"）では、スプリグに対して、ホップポップにブタムシの世話をすることが嫌だと言うように助言している。また、第17話Aパート「呪われたふたり」（原題："Cursed!"）では、スプリグにマディと婚約を解消するように助言している。
シーズン1の間、アンはホームシックである様子を見せ、ピザへの愛や ペットの猫ドミノ、 テレビの習慣、 カップルへの執着、 レストラン経営の能力 、のダンスの才能などの趣味をプランターに刷り込んでいる。

## 架空の人物の伝記

### バックグラウンド
アンは両親と一緒にカリフォルニア州ロサンゼルスに住んでいた。サーシャ・ウェイブライトとマーシー・ウーという2人の女の子と親友だった。彼女は 13 歳の誕生日に、友人達とオルゴールを盗み出す。そのオルゴールには不思議な力があり、オルゴールによって3人はアンフィビアの別々の場所へ飛ばされてしまう。

### シーズン1
ジャングルに2週間住んだ後、アンはスプリグ・プランターによって発見され、すぐに彼と友達になる。時間が経つにつれて、アンはプランター一家を自分の家族として愛するようになり、彼らに害が及ぶことを望まなくなる。ワートウッドの住民は最初は公然と彼女をからかっていたが、町長によって騙された借金取りのヒキガエルから彼女が住民を守った後、彼女をワートウッドの住民の一人として受け入れた。ワートウッドの住民が彼女のためにお祝いをした後、アンはサーシャと再会し、サーシャがヒキガエルの戦士と同盟を結んでいることを知る。アンは最終的に、サーシャが友情を通して操っていたことに気づき、彼女と戦う。その後、再び離れ離れになり、アンはサーシャを失うことに取り乱すようになるが、将来彼女と一緒に正しいことを行うことを約束する。

### シーズン2
アンとプランター一家はワートウッドを離れ、アンがどのようにしてアンフィビアにやってきたのか、そしてどうすれば元に戻れるのかを探るためニュートピアに向かう。彼らはニュートピアに到着し、そこでアンはマーシーと再会する。彼女は最初は不器用で彼女を守っていましたが、今では自分の面倒を見ることができることを受け入れている。アンはマーシーの知性に少し嫉妬していることが示唆されているが、アンはマーシーよりも人付き合いの上手さに優れていることに気付く。ニュートピアにいる間、アンは何よりも母親が恋しいという事実と、世界で何よりも母親と一緒にいたいという事実に直面する。マーシーと一緒に、彼らは、彼女が本当に彼らを気にかけているにもかかわらず、サーシャが常に2人をある程度見下していたことを受け入れるようになるが、そのことに関わらずサーシャを見つけ仲直りすることを誓う。オルゴールの石がパワーを失い、再びチャージする必要があることを知ると、アンはワートウッドに戻るプランター一家と共に過ごすことを選び、マーシーとは最初の神殿に向かう途中に合流することを約束する。ワートウッドに戻ると、アンは母親によりムエタイを習わされていたことを明らかにする。アンはホップポップが嘘をつきオルゴールを埋めていたことに怒る。ホップポップが嘘をつく原因がスプリグとポリーの両親の死に関係していることを知ると、彼女はホップポップを一旦許す。しかし、アンは許すには時間が必要だと認めている。アンは後に、リサイクルショップからオルゴールを盗んだことを隠していたことなど、不誠実であることを認めるだけでなく、危険に直面した彼女の勇気を証明することによって、2つ目の神殿のミッションをクリアする。しかし、部分的にしか宝石は充電されない。その後、サーシャと再会するが、しぶしぶ3つ目の神殿のミッションの手伝いを受け入れることになる。
アンは、キング・アンドリアスがオルゴールの力で地球を侵略しようとしていることを知ると、アンはアンドリアスを止めることを決心し、オルゴールの青い石のパワーを解き放つ。その後、プランター一家とケロボの頭と一緒に、地球に戻る。

### シーズン3
アンは両親と再会し、プランター一家を紹介する。アンの両親は、アンがかなり成長したことと、両親が自分にしてくれることに感謝するようになったことに気づく。彼女は地球に戻ると服装を変える。アンは、アンドリアスから送られたロボットから逃げようとしているときに、自分の中にまだ青いオルゴールの石のパワーがあることに気付くが、それは彼女を疲れさせるので、そのパワーをあまり使わないようにすることを決める。アンは最終的に、アンが戻った理由と方法について両親に対して明らかにし、両親はそのことを隠したことに腹を立てるが、両親はアンがプランター一家を守ろうとしていたことに気づく。アンは匿名でマーシーとサーシャの両親に手紙を書き、無事に家に連れて帰ることを約束する。
アンは、最初にアンフィビアに飛ばされたときに着ていたものと同じ制服を着た後、再びに両親と離れてアンフィビアに戻るという事実を受け入れる。戻ったとき、彼女とスプリグはアンフィビアが廃墟になっているのを目撃する。彼女はサーシャと再会する。アンドリアスに対する抵抗を引き継ぐことを主張しているにもかかわらず、アンは今、彼女が正しいことをするという信念を持っていることを明らかにする。彼女は工場の1つを破壊するのを手伝う。その後、彼女の靴の 片方が再びなくなっていることに気付く。アンは後に、彼女とサーシャがマーシーの行動に直接影響を与えてアンフィビアに送った可能性があるという事実に同意しますが、サーシャとホップポップに対して行ったように彼女を許すことを学ぶ。ついに自分が誰で、やりたいと思っていることを知ったアンは、アンドリアスと戦い、彼を打ち負かし、マーシーを解放する。彼女はアンフィビアに戻ってレジスタンスの勝利を宣言するが、月がアンフィビアに向かって落ちているのに気づく。
ザ・コアの計画により月が落ちていることに気づき、アン、サーシャ、マーシーはオルゴールの石の力によりそれを押し戻そうとする。しかし、それではパワーが足りないことから、アンはすべての宝石のパワーを取り込み、月とザ・コアを破壊するが、その代償として死んでしまう。彼女は、宇宙の番人から仕事を受け継いでもらえないか依頼されるが、彼女はまだ13歳の子供であり、宇宙を見守る知恵がないため、それを断る。宇宙の番人はアンが成長を続け、いつか宇宙の番人の仕事を引き受けてくれることを期待し、アンを復活させる。彼女は、サーシャとマーシーと一緒に家に帰る前に、プランター一家と最後の別れを告げる。10年後、アンは爬虫類学者になり、水族館で働き、スプリグと名付けたピンクのアマガエルの世話をしている。